# Mammootty
 (août 2021).
La mise en forme du texte ne suit pas les recommandations de Wikipédia : il faut le « wikifier ».
Les points d'amélioration suivants sont les cas les plus fréquents. Le détail des points à revoir est peut-être précisé sur la page de discussion.
- Les titres sont pré-formatés par le logiciel. Ils ne sont ni en capitales, ni en gras.
- Le texte ne doit pas être écrit en capitales (les noms de famille non plus), ni en gras, ni en italique, ni en « petit »…
- Le gras n'est utilisé que pour surligner le titre de l'article dans l'introduction, une seule fois.
- L'italique est rarement utilisé : mots en langue étrangère, titres d'œuvres, noms de bateaux, etc.
- Les citations ne sont pas en italique mais en corps de texte normal. Elles sont entourées par des guillemets français : « et ».
- Les listes à puces sont à éviter, des paragraphes rédigés étant largement préférés. Les tableaux sont à réserver à la présentation de données structurées (résultats, etc.).
- Les appels de note de bas de page (petits chiffres en exposant, introduits par l'outil «  Source ») sont à placer entre la fin de phrase et le point final[comme ça].
- Les liens internes (vers d'autres articles de Wikipédia) sont à choisir avec parcimonie. Créez des liens vers des articles approfondissant le sujet. Les termes génériques sans rapport avec le sujet sont à éviter, ainsi que les répétitions de liens vers un même terme.
- Les liens externes sont à placer uniquement dans une section « Liens externes », à la fin de l'article. Ces liens sont à choisir avec parcimonie suivant les règles définies. Si un lien sert de source à l'article, son insertion dans le texte est à faire par les notes de bas de page.
- La présentation des références doit suivre les conventions bibliographiques. Il est recommandé d'utiliser les modèles {{Ouvrage}}, {{Chapitre}}, {{Article}}, {{Lien web}} et/ou {{Bibliographie}}. Le mode d'édition visuel peut mettre en forme automatiquement les références.
- Insérer une infobox (cadre d'informations à droite) n'est pas obligatoire pour parachever la mise en page.

Pour une aide détaillée, merci de consulter Aide:Wikification.
Si vous pensez que ces points ont été résolus, vous pouvez retirer ce bandeau et améliorer la mise en forme d'un autre article.
Muhammad Kutty Panaparaulle Ismail (né le 7 septembre 1951) est un acteur et producteur indien connu sous son nom de scène Mammootty et qui a principalement travaillé dans des films malais. Au cours de sa carrière de plus de 40 ans, il est apparu dans plus de 400 films, principalement en malayalam, avec plusieurs apparitions en tamoul, télougou, kannada, hindi et anglais. Ses contributions au cinéma malayalam ont été saluées par ses contemporains du cinéma indien,.
Mammootty a d’abord utilisé le nom de scène Sajin dans ses premiers films. Après s’être établi comme acteur principal dans les années 1980, sa percée majeure est venue avec le succès commercial du film New Delhi 1987. Mammootty est également apparu dans les industries voisines. Il entre au cinéma tamoul par Mounam Sammadham (1990), au cinéma Telugu par Swati Kiranam (en) (1992), à Bollywood par Triyathri bien que ses débuts en tant que leader soient à Dhartiputra (en) (1993). Il a fait ses débuts au cinéma kannada à travers le film bilingue Shikari (2012). Il a également joué dans un film indien anglais Dr. Babasaheb Ambedkar (2000).
Mammotty a remporté trois National Film Awards pour le meilleur acteur, sept Kerala Film Awards et 13 South Filmfare Awards. En 1998, le gouvernement indien lui a décerné l'Ordre de Padma Shri pour ses contributions aux arts. Il a également reçu un doctorat honorifique de l'Université du Kerala en janvier 2010. et de l'Université de Calicut en décembre 2010. Mammootty est le président de Malayalam Communications, qui exploite les chaînes de télévision Malayalam Kairali TV, Kairali News et Kairali WE TELEVISION. Il est l'ambassadeur de bonne volonté du projet Akshaya, le premier projet d'alphabétisation au niveau du district en Inde. Il est mécène de la Palliative Care Association, une organisation caritative du Kerala fondée pour améliorer la qualité de vie des patients atteints d'un cancer en phase terminale.

## Famille et jeunesse

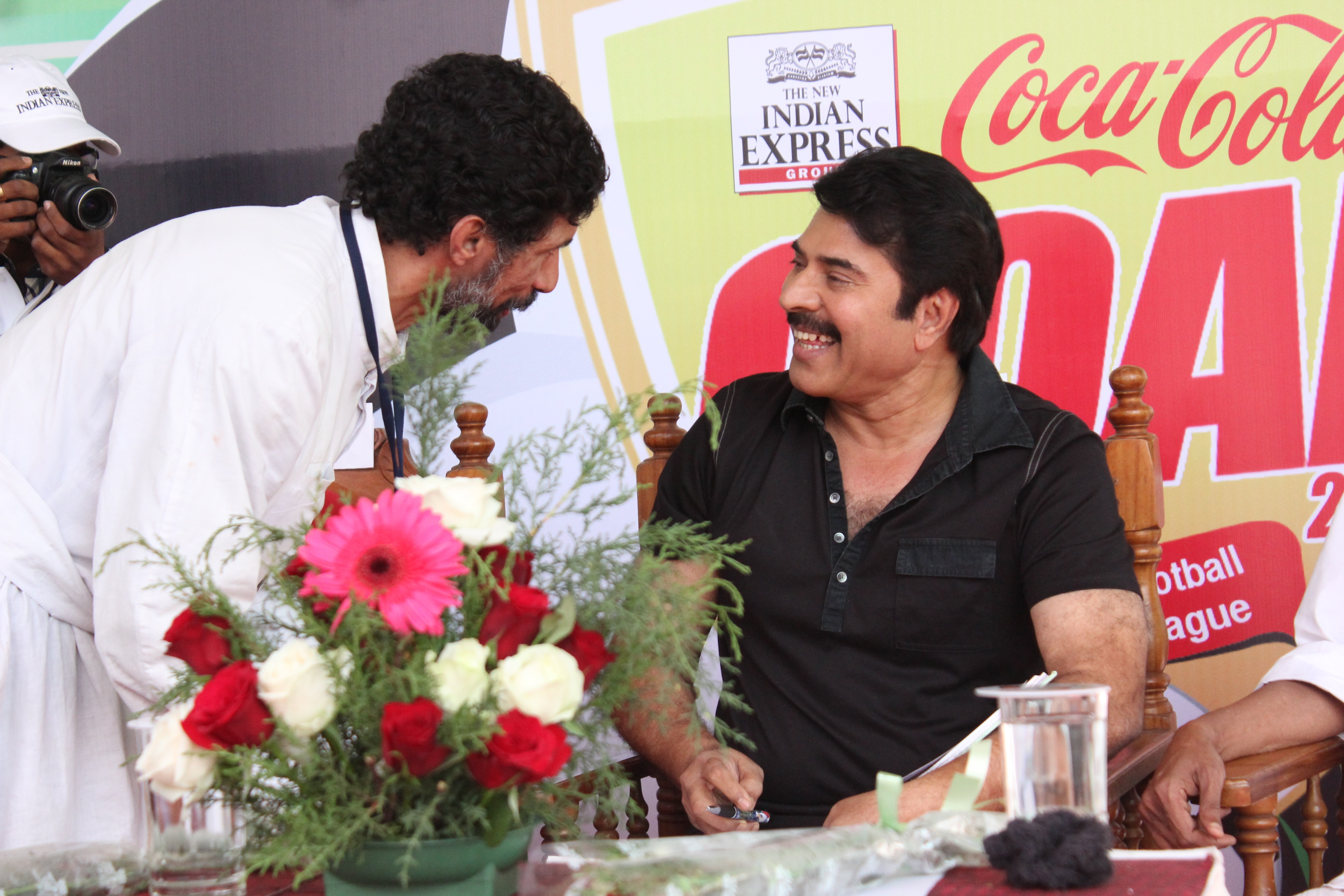
Mammootty avec le P. Palakkappilly au Sacred Heart College, Thevara où il a fait son pré-diplôme.

Mammootty est né Muhammad Kutty Ismail Panaparambil  le 7 septembre 1951 à Chandiroor à Travancore (aujourd'hui Kerala),, et a grandi dans le village de Chempu près de Vaikom dans le district de Kottayam dans l'état actuel du Kerala, L'Inde dans une famille musulmane de la classe moyenne. Son père, Ismail, avait le commerce de gros de vêtements et de riz, ainsi que la culture du riz tandis que sa mère, Fatima, était femme au foyer. Il était leur fils aîné. Il a deux jeunes frères, Ibrahimkutty et Zakariah et trois jeunes sœurs, Ameena, Sauda et Shafina.
Manmuti a fréquenté un lycée public à Kulasekaramangalam, Kottayam, pour l'enseignement primaire. Dans les années 1960, son père a déménagé sa famille à Ernakulam, où il a fréquenté l'école d'État d'Ernakulam. Il a suivi un cursus pré-universitaire (pré-universitaire) au Sacred Heart College de Tebara. Il a fréquenté l'Université Ernakulam à Maharaja pour obtenir son diplôme. Il est diplômé de la Faculté de droit du gouvernement d'Ernakulam. Manmuti a pratiqué le droit à Mangeri pendant deux ans.
Mammootty a épousé Sulfath en 1979, et a une fille Surumi (née en 1982) et un fils Dulquer Salmaan (né en 1986). Il réside à Kochi, Ernakulam avec sa famille. Le frère cadet de Mammootty, Ibrahimkutty, est un acteur dans des films en malayalam et des feuilletons télévisés en malayalam. Le fils d' Ibrahimkutty, Maqbool Salmaan, est également acteur de cinéma.

## Carrière d'acteur

### Début de carrière (1971-1980)

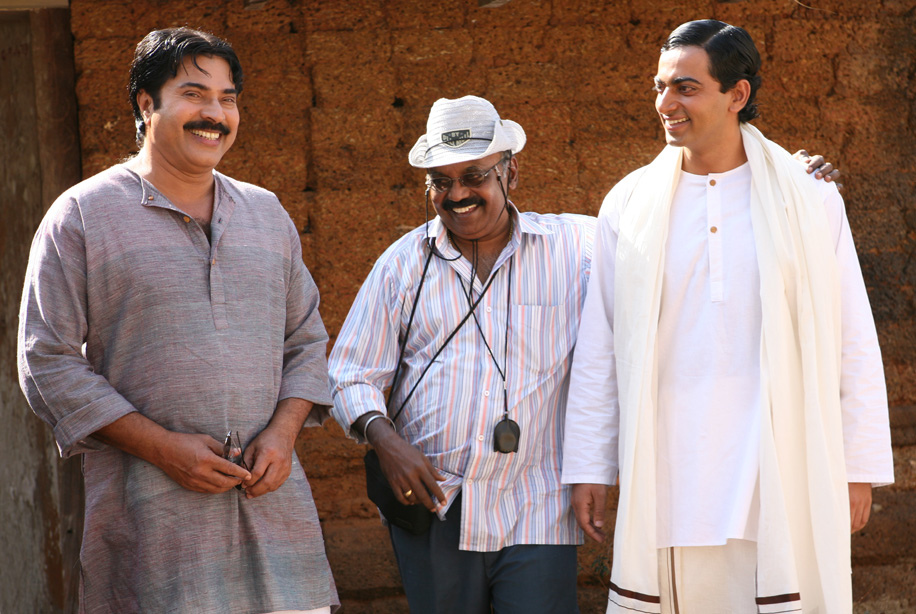
Mammootty montré avec Ramachandra Babu, qui a été directeur de la photographie dans son premier film, et l'acteur Saiju Kurup.

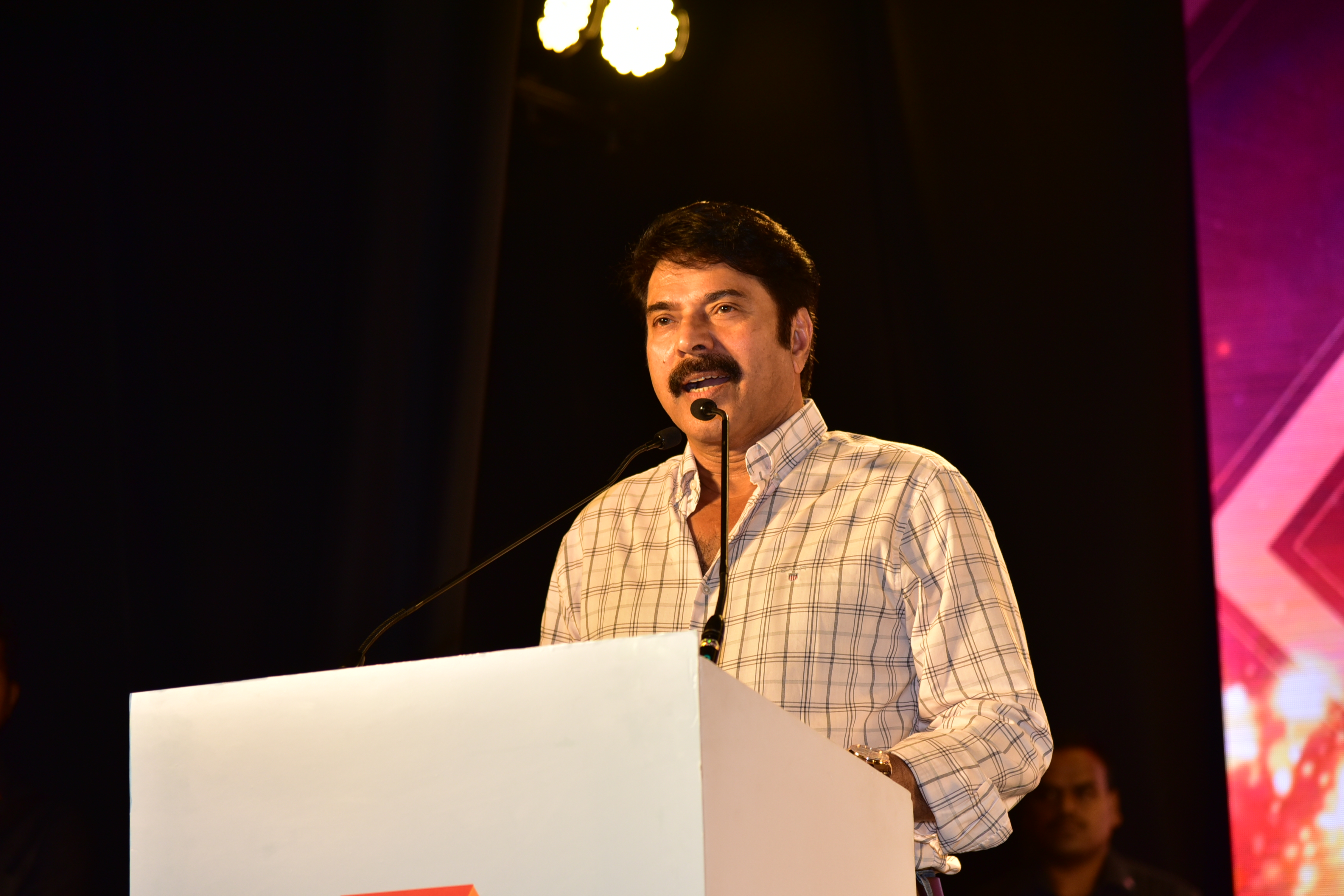
Discours de Mammootty aux Innotech Awards le 26.07.2018 à RavindraBharathi

Mammootty fait ses débuts dans le film de 1971 Anubhavangal Paalichakal, réalisé par K. S. Sethumadhavan. Son deuxième film est Kaalachakram, un film malayalam de 1973 réalisé par K. Narayanan. Il a joué dans le théâtre dramatique Sabarmathi en 1975,. En 1979, il joue son premier rôle principal dans Devalokam, réalisé par M. T. Vasudevan Nair (en). Cependant, ce film n’est jamais terminé. Son premier rôle est crédité dans le film de 1980 Vilkkanundu Swapnangal, réalisé par Azad et écrit par M. T. Vasudevan Nair.
Le premier rôle principal de Mammootty dans un film sorti était le film Mela de 1980, écrit et réalisé par KG George.

### 1980-1983
Les films de Mammootty dans les années 1980 incluent : Sphodanam (réalisé par PG Viswambharan ), dans lequel son nom apparaît au générique sous le nom de « Sajin » et dans certains films suivants ; Munnettam (réalisé par Sreekumaran Thampi ); et Thrishna (réalisé par IV Sasi ). En 1981, il obtient son premier prix d'État dans la catégorie Meilleur second rôle masculin pour sa performance dans Ahimsa. Ses performances comprenaient Aalkkoottathil Thaniye et Adiyozhukkukal . Il incarne un policier dans le thriller d'investigation Yavanika (1982), réalisé par KG George, qui connaît un succès à la fois commercial et critique,,,. D'autres sorties importantes en 1982 étaient Padayottam et Ee Nadu, qui a été un succès commercial et est devenu le film le plus rentable de l'Inde du Sud à cette époque. Padayottam a été le premier film indien de 70 mm à être entièrement transformé en Inde. Il a également été le premier film malayalam avec un budget de plus de ₹ 1 crore  .

### 1984-1993
En cinq ans, de 1982 à 1987, Mammootty a joué le rôle principal dans plus de 150 films. Rien qu'en 1986, il a joué dans environ 35 films, dont une brève apparition dans Mazha Peyyunnu Maddalam Kottunnu.
Au milieu des années 1980, il a collaboré à ce qui est devenu connu sous le nom de films Mammootty-Kutty-Petty. Ces films avaient Mammootty comme protagoniste, un mari et un père, avec une fille de 3 ou 4 ans, employé à un poste de premier plan dans une entreprise. Mammootty a fait un retour avec New Delhi et Thaniyavarthanam, tous deux sortis en 1987. À New Delhi, il incarne un journaliste victimisé, qui se venge systématiquement des hommes politiques qui le flattent. Il a reçu le Kerala Film Critics Awards du meilleur acteur pour son rôle de Balan Mash dans Thaniyavarthanam, écrit par Lohithadas et réalisé par Sibi Malayil .
En 1988, Mammootty a joué dans Oru CBI Diary Kurippu en tant qu'officier du CBI. Après Oru CBI Diary Kurippu, trois autres suites de mystère de meurtre ont été produites avec le même casting de personnages : Jagratha (1989), Sethurama Iyer CBI (2004) et Nerariyan CBI (2005), tous réalisés par K. Madhu, écrits par SN Swamy avec Mammootty dans le rôle de Sethurama Iyer, un officier du CBI intelligent mais sans prétention. Mammootty est apparu dans deux des films de MT Vasudevan Nair avec des éléments autobiographiques : Aksharangal, réalisé par IV Sasi et Sukrutham, réalisé par Harikumar .
Oru Vadakkan Veeragatha a été réalisé par T. Hariharan et écrit par MT Vasudevan Nair. La représentation par Mammootty d'un Chekavar (guerrier mercenaire) d'une valeur distinguée, mais vilipendé par les circonstances, lui a valu le National Film Award du meilleur acteur. Son rôle de chasseur, Varunni dans Mrigaya, réalisé par IV Sasi et un autre film Mahayanam, ont également été scannés pour le Prix d'État. Mammootty a remporté le prix Filmfare pour Amaram réalisé par Bharathan, dans lequel il a joué un pêcheur sans instruction qui rêve de faire de sa fille unique un médecin.
Au cours de cette période, Mammootty est apparu dans de nombreux films réalisés par Adoor Gopalakrishnan, notamment : Anantaram (« Désormais »), Mathilukal (« Murs ») et Vidheyan (« Le Servile »). Son interprétation du protagoniste de Mathilukal (basé sur Mathilukal, un roman du romancier malayalam Vaikom Muhammad Basheer) a contribué à lui faire remporter son premier National Film Award du meilleur acteur. Mammootty est également apparu dans Vidheyan d' Adoor Gopalakrishnan et Ponthan Mada de TV Chandran . Il a reçu le National Film Award du meilleur acteur et le State Award pour ses rôles dans les deux films.

### 1994-2000
Mammootty a joué le personnage central, un collectionneur de quartier, dans le film de 1995 Le Roi, scénarisé par Renji Panikkar et réalisé par Shaji Kailas .
En 1997, il remporte le Filmfare Award du meilleur acteur pour le film Bhoothakannadi, réalisé par Lohithadas.
Mammootty a remporté son troisième prix national pour Dr. Baba Saheb Ambedkar, un film en anglais sur la vie de BR Ambedkar, réalisé par Jabbar Patel en 1999. Le film a été parrainé par la National Film Development Corporation de l'Inde et le Ministère de la justice sociale et de l'autonomisation .
À la fin des années 1990, il a joué dans des films tels que Megham de Priyadarshan et Harikrishnans de Fazil, dans lesquels il a partagé la vedette avec Mohanlal . En raison de l'immense popularité des deux acteurs, Fazil a été contraint de tourner deux fins pour le film – une première pour un film indien.

### 2000-2010

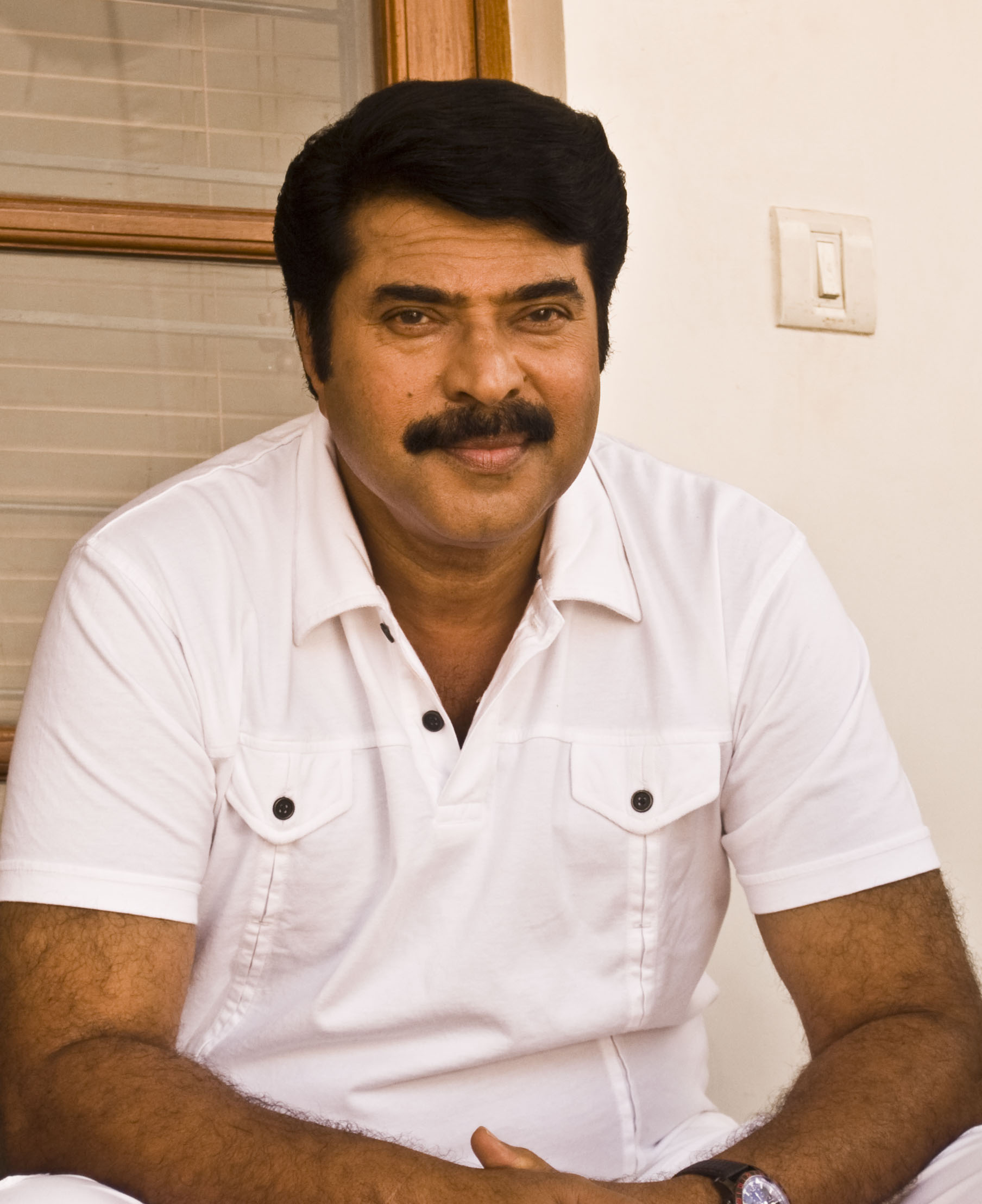
Mammootty en 2009

Mammootty a commencé le nouveau millénaire avec Lohithadas de Arayannagalude Veedu en 2000. Succès critique et commercial, il lui vaut le Filmfare Best Malayalam Actor Award. Il a interprété Arackal Madhavanunni dans le thriller d'action Valliettan de Shaji Kailas, qui a été l'un des films les plus rentables de l'année.
En 2001, il a joué dans deux films dont Dubaï, l'un des films les plus chers jamais réalisés en malayalam à cette époque. En 2002, il a joué dans trois films. Chronic Bachelor en 2003 était un film de comédie dramatique romantique sur la vie de Sathyaprathapan (connu sous le nom de SP). Le film a été écrit et réalisé par Siddique et produit par le réalisateur malayalam Fazil. Le film est sorti en version Vishu en 2003 et a duré plus de 115 jours.
En 2004, le troisième volet de la série CBI Sethurama Iyer CBI, marque le retour de Mammootty. Toujours en 2004, il a remporté le prix d'État pour son interprétation de Madhavan dans Kazhcha de Blessy . Black de Ranjith et Vesham de VM Vinu ont également été des entreprises couronnées de succès.
Mammootty a connu six sorties en 2005, dont Rajamanikyam, premier réalisateur d' Anwar Rasheed . Il a dépeint Bellary Raja, un marchand de bétail basé à Thiruvananthapuram dans le film, qui était le film le plus rentable de l'année et le film malayalam le plus rentable jusqu'en 2008.
En 2006, Mammootty a remporté le Filmfare Award du meilleur acteur pour le film Karutha Pakshikal, réalisé par Kamal . Il a également agi en IV Sasi de Balram vs. Tharadas, dans lequel il a repris ses fonctions de l' inspecteur Balram de 1991 inspecteur Balram et Tharadas de 1984 Athirathram . C'était le 144e film d'IV Sasi et un 35e record avec Mammootty. En 2006, Mammootty poursuit son succès avec le film Thuruppu Gulan . La comédie d'action de Mammootty Mayavi est sortie en 2007. Il a interprété le Dr Nathan dans Shyamaprasad dans Ore Kadal (2007) et est apparu la même année dans Big B.
En 2008, Mammootty est apparu dans Annan Thambi . Il a joué un policier pour la 25e fois dans le film Roudram . Il a également joué dans le Kerala's Twenty : 20 en 2008, un film-bénéfice avec une distribution de dizaines.
En octobre 2009, il a joué dans Pazhassi Raja, réalisé par Hariharan et écrit par MT Vasudevan Nair ; il a eu une bonne collection de week-end d'ouverture au box-office. Il a également joué dans le court métrage Puramkazhchakal (réalisé par Lal Jose ) du premier film-valise de Malayalam Kerala Cafe. En 2009, il a remporté son cinquième prix de l' État du meilleur acteur pour sa performance dans Ranjith de Paleri Manikyam. Il a été rapporté qu'il a été présélectionné pour le prix national 2009 du meilleur acteur, mais qu'il a perdu le prix au profit d' Amitabh Bachchan . La décision du jury a été critiquée par Shaji N. Karun, directeur de Kutty Srank et Ranjith, directeur de Paleri Manikyam.

### 2010-présent

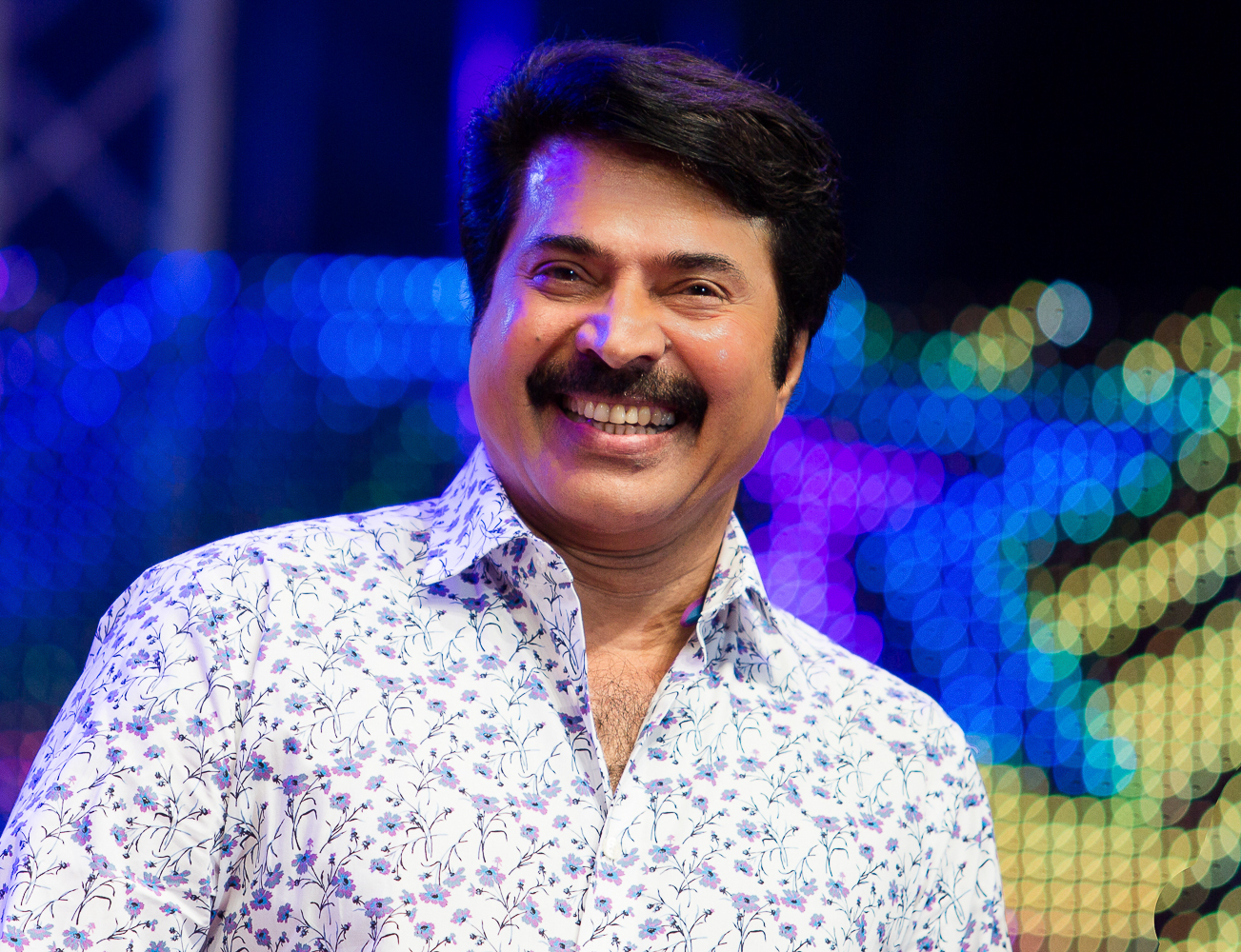
Mammootty lors des Asiavision Awards 2013

En 2010, Mammootty a joué dans les films Drona 2010, réalisé par Shaji Kailas, Yugapurushan, réalisé par R. Sukumaran, Pramaani, réalisé par B. Unnikrishnan, Pokkiri Raja, le premier film de Vysakh Abraham, Kutty Srank, réalisé par Shaji N. Karun, Pranchiyettan &amp; the Saint, réalisé par Ranjith, Best of Luck, réalisé par MA Nishad (un rôle de camée) et Meilleur acteur, le premier film de Martin Prakkat.
Ses films 15 août, réalisé par Shaji Kailas, Doubles, réalisé par Sohan Seenulal, Le Train, réalisé par Jayaraj, Bombay 12 mars, réalisé par Babu Janardhanan et Venicile Vyaapari, réalisé par Shafi, sont apparus en 2011.
En 2012, ses films comprenaient : Le roi et le commissaire, réalisé par Shaji Kailas, le film Kannada Shikari, réalisé par Abhay Simha, Cobra, réalisé par Lal, Thappana, réalisé par Johny Antony, Jawan de Vellimala, réalisé par Anoop Kannan, (Mammootty a produit le film), Face to Face, réalisé par VM Vinu et Bavuttiyude Namathil, réalisé par GS Vijayan.
Ses premiers films sortis en 2013 étaient Kammath &amp; Kammath, réalisé par Thomson et Immanuel, réalisé par Lal Jose. Plus tard, il est apparu dans Kadal Kadannoru Mathukkutty, réalisé par Ranjith, qui est sorti pour la saison Ramzan, Kunjananthante Kada, réalisé par Salim Ahamed et Daivathinte Swanham Cleetus, réalisé par G. Marthandan. Sa prochaine sortie était Silence, réalisé par VK Prakash.
Il a joué dans Balyakalasakhi, réalisé par Pramod Payyannur, Praise the Lord, réalisé par Shibu Gangadharan et Gangster, réalisé par Aashiq Abu dans la première moitié de 2014. Il a également joué dans : Manglish, réalisé par Salam Bappu, Munnariyippu, réalisé par Venu, RajadhiRaja, réalisé par le débutant Ajai Vasudev et Varsham, réalisé par Ranjith Sankar . Mammootty a reçu des éloges de la critique pour son interprétation de CK Raghavan dans Munnariyippu, tandis que Sify a qualifié RajadhiRaja de « véritable succès pour Mammootty après une longue période ». Nicy, vice-président d' International Business Times, a écrit : " Varsham est un film qui vaut la peine d'investir votre temps et votre argent. " 
Ses sorties en 2015 étaient Fireman, réalisé par Deepu Karunakaran, Bhaskar the Rascal, réalisé par Siddique, un succès commercial, Acha Dhin, réalisé par Marthandan. Utopiayile Rajavu, réalisé par Kamal et Pathemari, réalisé par Salim Ahamed .
Il a joué dans Puthiya Niyamam aux côtés de Nayanthara réalisé par AK Sajan au premier semestre 2016. Il a également joué dans Kasaba réalisé par le réalisateur débutant Nithin Renji Paniker. Ses prochaines sorties pour l'année étaient White réalisé par Uday Ananthan et Thoppil Joppan, réalisé par Johny Antony marquant leur quatrième collaboration.
En 2017, sa première sortie était The Great Father réalisé par le débutant Haneef Adeni . Il a ensuite été vu dans Puthan Panam réalisé par Ranjith, Pullikkaran Staraa réalisé par Syamdhar et Masterpiece réalisé par Ajai Vasudev .
En 2018, il a joué dans Parole réalisé par la débutante Sharrath Sandith. Il a ensuite vu dans Uncle écrit par Joy Mathew et réalisé par le débutant Girish Damodar. Sa sortie suivante était Abrahaminte Santhathikal, un thriller policier réalisé par le débutant Shaji Padoor. Sa dernière sortie pour l'année était Oru Kuttanadan Blog réalisé et écrit par Sethu .
Sa première sortie en 2019 était Madhura Raja, un spin-off du film de 2010 Pokkiri Raja réalisé par Vysakh . C'est devenu le film le plus rentable de la carrière de Mammootty. Sa prochaine sortie était Unda dirigé par Khalid Rahman dans lequel il a joué le rôle d'un sous-inspecteur de police qui a dirigé l'équipe d'une unité de police pour le devoir d'élection d'État dans une zone à tendance maoïste du Chhattisgarh. Il a ensuite été vu dans un long caméo dans le film Pathinettam Padi réalisé par Shankar Ramakrishnan . Plus tard dans l'année, Mammootty était dans le drame historique Mamangam réalisé par M. Padmakumar, qui est basé sur le festival historique Mamankam sur les rives du Bharathappuzha. Il était également Ramesh Pisharody « s Ganagandharvan dans lequel il joue un « ganamela » chanteur nommé Kalasadhan Ullas et Ajai Vasudev » s Shylock,.
En 2021, Mammootty a deux sorties en mars; le premier est The Priest, réalisé par Jofin T. Chacko. Le film présente également Manju Warrier dans le rôle principal. Le second est One, un thriller politique réalisé par Santhosh Vishwanath. Il incarne Kadakkal Chandran, ministre en chef du Kerala dans le film.

### Films dans d'autres langues
Mammootty a joué dans quelques films non malayalam et ceux-ci incluent des films tamouls, télougou, hindi, kannada et anglais . En 1990, il fait ses débuts tamouls dans Mounam Sammadham, réalisé par K. Madhu. Il a joué dans des films tamouls pour des réalisateurs tels que K. Balachander ( Azhagan ), Mani Ratnam ( Thalapathy ), Fazil ( Kilippechu Kekkavaa ), N. Linguswamy ( Aanandham ), RK Selvamani ( Makkal Aatchi ), Marumalarchi Bharathi ( Marumalarchi ) et Ethirum Puthirum et Rajiv Menon ( Kandukondain Kandukondain ) (2000). Il a joué Anantha Sharma dans le film Telugu de K. Vishwanath Swathi Kiranam (1992).
Il a joué dans le film bilingue kannada-malayalam Shikari réalisé par Abhaya Simha en 2012.
Il a fait ses débuts dans les films en hindi à travers Thriyathri, sorti en 1989, bien que son premier film en tant qu'acteur principal ait été Dhartiputra .
Il a joué le rôle principal dans le film biographique Dr. Baba Saheb Ambedkar, réalisé par Jabbar Patel, qui était en langue anglaise lui a valu son troisième National Film Award du meilleur acteur. Il est également apparu dans le film hindi Sau Jhooth Ek Sach (2004).
Lors de la cérémonie des IIFA Awards 2006 qui s'est tenue à Dubaï, il a ouvertement critiqué les organisateurs des IIFA Awards pour avoir complètement ignoré le cinéma du sud de l'Inde en déclarant que l'industrie cinématographique de Bollywood devrait résister à la concurrence de l'industrie cinématographique du sud de l'Inde avant de se qualifier d'internationale.
En 2018, il a joué dans le film tamoul Peranbu, acclamé par la critique, réalisé par Ram,. Il a été sélectionné pour le Rotterdam Film Festival, le Shanghai International Film Festival et le International Film Festival of India. Son rôle de parent célibataire Amudhavan qui a du mal à élever sa petite fille spastique, Paapa a été bien apprécié par les critiques,.
Après deux décennies, Mammootty est revenu au cinéma telugu en 2019 avec le biopic Yatra qui est basé sur l'ancien ministre en chef de l' Andhra Pradesh YS Rajasekhar Reddy réalisé par Mahi Raghav,.
Mammootty a fait doubler plusieurs de ses films en malayalam dans le cinéma télougou et tamoul tels que Doubles, Chattambinaadu, Parunthu, Annan Thambi, Thommanum Makkalum, Sethurama Iyer CBI et Pazhassi Raja, entre autres.

## Travail philanthropique
Mammootty est le patron de la Pain and Palliative Care Society, une organisation caritative au Kerala, formée dans le but d'améliorer la qualité de vie des patients atteints d'un cancer avancé. Il a travaillé avec le Centre de la douleur et des soins palliatifs situé à Kozhikode, en Inde. En 2018, il a présenté un nouveau projet visant à fournir des soins de douleur et des soins palliatifs aux personnes atteintes de cancer dans tout le Kerala.
Mammootty est l' ambassadeur de bonne volonté du projet caritatif Street India Movement, qui vise à éradiquer la mendicité et le travail des enfants . Il a promu les activités du mouvement, qui travaille en réseau avec des orphelinats et des institutions qui s'occupent des enfants.
Kazhcha est une entreprise visant à étendre les soins et les traitements oculaires gratuits organisé par la Mammootty Fans Welfare Association et Mammootty Times, en association avec le Little Flower Hospital and Research Center et la Eye Bank Association of Kerala . L'une des principales activités liées à cela est la distribution de lunettes gratuites aux enfants. Un fonds spécial reçu du bureau du président de l'Inde sera utilisé[Quand ?] à cet effet. Des camps oculaires gratuits seront également organisés à divers endroits dans le cadre de ce projet.
Akshaya, le projet de diffusion des technologies de l'information du gouvernement du Kerala, a Mammootty comme ambassadeur de bonne volonté. Il a officiellement repris le rôle le 26 février 2006 dans un programme vidéo en réseau qui était lié à tous les sièges sociaux de district de l'État.
Mammootty est mécène de la Care and Share International Foundation, une organisation caritative œuvrant pour éliminer les inégalités dans la société. La fondation a réalisé de nombreuses œuvres humanitaires notables, notamment le récent projet Hridaya Sparsham, visant à mobiliser de l'aide pour la chirurgie cardiaque des enfants. Le plaidoyer de Mammootty sur les sites de réseautage social soulevées au sujet  1 crore dans un jour.
En août 2014, Mammootty a lancé le My Tree Challenge en réponse à la popularité du Ice Bucket Challenge . Son but est d'encourager les autres à planter des gaules, comme les règles l'imposent si elles sont contestées. My Tree Challenge a été lancé par deux amoureux de l'environnement, Abdul Manaf, un entrepreneur, et Imthias Kadeer, un photographe de voyage. C'est l'acteur Fahadh Faasil qui a le premier défié les acteurs Mohanlal et Mammootty de relever le défi.

## Carrière à la télévision
En 2010, Mammootty est le président de Malayalam Communications, qui gère certaines chaînes de télévision malayalam telles que Kairali TV, People TV et Channel We.
Il est copropriétaire d'une société de production dans les années 1980, Casino, avec Mohanlal, IV Sasi, Seema et Century Kochumon. La maison de production a produit des films à succès commercial tels que Nadodikkattu, Gandhi Nagar 2nd Street, Adiyozhukkukal et Karimpin Poovinakkare.
Il a formé une société de production télévisuelle, Megabytes, qui produisait des feuilletons télévisés, le premier étant Jwalayay  à la fin des années 1990, qui était aussi son premier projet en tant que producteur. Il possède également une société de distribution nommée Mammootty Technotainment.

## Dans les médias et autres activités

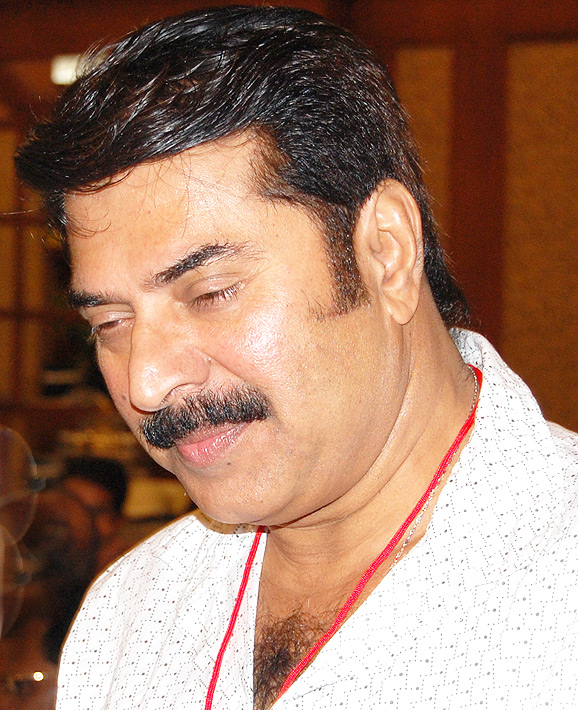
Mammootty en 2007

En 2005, Mammootty, Mohanlal et Dileep représentaient 97 % des recettes au box-office du cinéma malayalam.
Mammootty s'est associé à la Kerala State Beverages Corporation pour promouvoir la campagne antidrogue Addicted to Life. Le projet, lancé par le gouvernement du Kerala, vise à éradiquer la consommation de drogues et d'alcool chez les gens, en particulier les jeunes. Mammootty a été nommé ambassadeur de la marque de la South Indian Bank basée à Thrissur  Il a également été présenté comme l'ambassadeur de la marque pour la Kerala Volleyball League.
L' homme d'affaires basé à Dubaï MA Yousuf Ali et Mammootty ont rencontré les responsables de la Dubai Internet City (DIC) pour faire pression en faveur du projet de Smart City proposé à Kochi.
Mammootty a écrit son premier livre Kazhchapadu (approximativement traduit par "Perspective"), une compilation de courts essais qu'il a écrits dans diverses publications au fil des ans.
La société de distribution Playhouse Entertainments appartient à Mammootty. Certains des films distribués par la société sont Chattambinadu, Ritu, Three Kings, Living Together, Neelathamara, Pranchiyettan &amp; the Saint, The King and the Commissioner et Cobra.
En 2013, son rôle dans Mathilukal a été classé parmi les 25 plus grandes performances d'acteur du cinéma indien par Forbes India à l'occasion de la célébration des 100 ans du cinéma indien.

## Distinctions
Mammootty a remporté trois National Film Awards, sept Kerala State Film Awards, treize Filmfare Awards, onze Kerala Film Critics Awards et cinq Asianet Film Awards (sur quatorze nominations). En 1998, le gouvernement indien a honoré Mammootty de sa quatrième plus haute distinction civile, Padma Shri, pour sa contribution à l'industrie cinématographique indienne. Il a obtenu le doctorat en lettres de l' Université de Calicut et de l' Université du Kerala en 2010,.

### Prix nationaux du cinéma
- 1999 : Prix national du film du meilleur acteur pour le Dr Babasaheb Ambedkar [98]
- 1994 : Prix national du film du meilleur acteur pour Vidheyan et Ponthan Mada [99]
- 1989 : Prix national du film du meilleur acteur pour Oru Vadakkan Veeragatha et Mathilukal [100]